# ایمین دونیت
ایمین دونیت (به فرانسوی: Imindounit) یک منطقهٔ مسکونی در مراکش است که در استان شیشاوه واقع شده‌است. ایمین دونیت ۹٬۸۷۳ نفر جمعیت دارد.